# Radovesice
Radovesice är en ort i Tjeckien. Den ligger i regionen Ústí nad Labem, i den nordvästra delen av landet, 40 km nordväst om huvudstaden Prag. Radovesice ligger 168 meter över havet och antalet invånare är 426.
Terrängen runt Radovesice är huvudsakligen platt. Radovesice ligger nere i en dal. Runt Radovesice är det ganska glesbefolkat, med 35 invånare per kvadratkilometer. Närmaste större samhälle är Litoměřice, 14,3 km norr om Radovesice. Trakten runt Radovesice består till största delen av jordbruksmark.